# TuS Holtenau

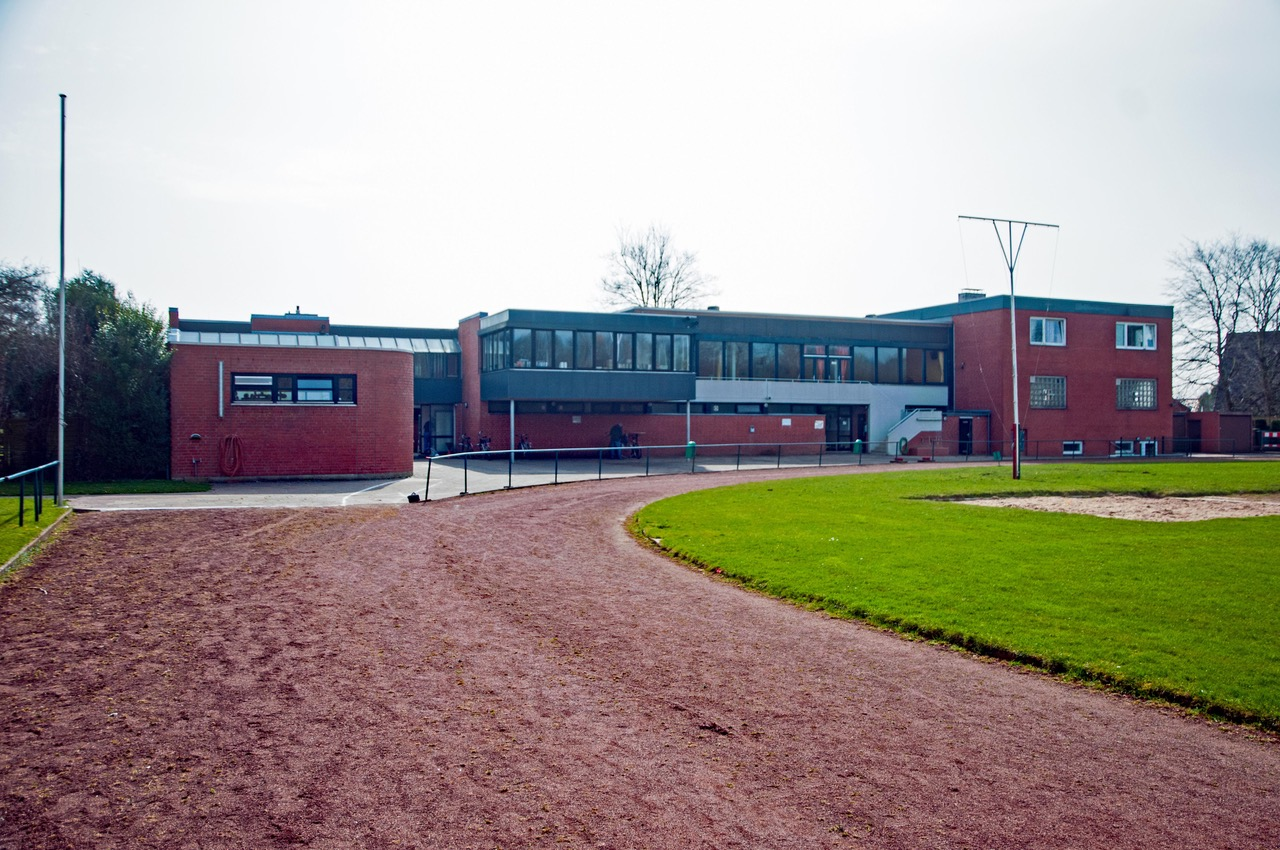
Sportanlage mit Vereinsheim TuS Holtenau

Der TuS Holtenau ist ein Sportverein im Kieler Stadtteil Holtenau. Er ist der zweitgrößte Verein in der Landeshauptstadt Kiel, mit 30 Sparten und 2.400 Mitgliedern. (Stand: August 2016) Größter sportlicher Erfolg war 1961 der Aufstieg der Fußballer in die Amateurliga Schleswig-Holstein, der der Verein vier Saisonen angehörte.

## Geschichte

### 1909 bis 1934
Nachdem die Vereinseintragung beim Registergericht am 8. November 1909 erfolgte, übernahm Zollassistent Lucks den Vorsitz. Geturnt wurde zunächst in der Gaststätte „Friedrichsschleuse“, später in den Sälen von „Ramms“ und der alten „Waffenschmiede“. Sport im Freien gab es auf dem behelfsmäßigen Platz am Tonnenhof. Innerhalb der nächsten Jahre zählte der Verein mehrere hundert Mitglieder. Der Nachfolger des ersten Turnlehrers Gerstung wurde Karl Nettler. Zu dieser Zeit übernahm Rektor Heinrich Haalck den Vorsitz, da Lucks nach auswärts versetzt wurde. 1912 trat der Verein der Deutschen Turnerschaft bei und nahm nun regelmäßig an Veranstaltungen und Wettkämpfen teil. Am 18. Oktober 1913 wurde mit einem Festumzug durch Holtenau die 100-Jahr Feier der Deutschen Turnbewegung gefeiert.
Der Ausbruch des Krieges unterbrach die gesamte Vereinsarbeit, des etwa 200 Mitglieder zählenden Vereines. Unter den im Krieg gefallenen Holtenauern befanden sich etliche Mitglieder und Mitarbeiter des Vereines unter anderem auch der Mitbegründer Wilhelm Dettmer.
Nach dem Ende des Ersten Weltkrieges und Beginn der Weimarer Republik im Jahre 1919 übernahm Mitbegründer Ludwig Pommerening den Vorsitz von dem aus Altersgründen scheidenden Heinrich Haalck. Am 14. Februar 1919 fand die erste Zusammenkunft aller Turninteressierten statt. Nachdem am 28. Februar 1919 die Herrenabteilung den Betrieb wieder aufnahm, folgten am 15. April 1919 alle anderen Abteilungen. Mit der Marine-Garnisonsverwaltung II wurde ein Abkommen über die Nutzung des Schießstandgeländes als behelfsmäßiger Sportplatz geschlossen. Am 30. Juli 1919 wurde ein Sport- und Spielabteilung gegründet, welcher dann Ende des Jahres bereits 60 Herren und 21 Knaben angehörten. Im Jahre 1921 zählte der Verein über 300 Mitglieder. Im Vereinslokal „Hotel zur Hochbrücke“ fanden die Turnabende statt. In den Parkettboden des Saales waren die Halterungen für das Reck eingebaut und von der Decke hingen die Turnringe. 1922 wurde Holtenau, bisher zum Kreis Eckernförde gehörend, als Vorort der Stadt Kiel eingemeindet. Die erhofften Verbesserungen der Spiel- und Turnstätten betreffend, stellten sich allerdings nicht ein. In diesem Jahr hatte Holtenau 3179 Einwohner. Allerdings erhielt Holtenau einen Sportplatz, diesen fand man am oberen Dorfrand. Nachdem Anfang 1924 die Inflation überstanden war, konnte sich das Vereinsleben weiterentwickeln. Überragend waren in dieser Zeit die Turner. Durch eine großartige Entwicklung der Vorturnerschaft und des Vereines wurde zum ersten Mal ein nebenberuflicher Turnlehrer verpflichtet. Mit einer Vergütung von monatlich 150,00 Reichsmark übernahm dieses Max Brathuhn.
Ein Verbot der Deutschen Turnerschaft befasste sich damit, dass DT-Mannschaften nicht mehr gegen Mannschaften des Fußballverbandes spielen durften. Hierdurch verlor der Turnverein Holtenau einige Fußballer an die „echten“ Fußballvereine. Dadurch kam in Holtenau der Fußballsport fast völlig zum Erliegen. Als 1928 Walter Schulz als Lehrer nach Holtenau, kam, stellt er sich sofort dem Verein zur Verfügung. Das Faustballspiel erhielt neuen Auftrieb. Etwas später wurde für nur kurze Zeit eine Hockeyabteilung ins Leben gerufen, so wie eine Fechtgruppe, welche sich ebenfalls nicht durchsetzen konnte. Ebenfalls 1928 wurde der Kanallotse Ludwig Kelling neuer 1. Vorsitzender. 1930 kam auch der Handball immer mehr auf, damals noch als Feldhandball. Ebenso traten die Tischtennis-Spieler in Erscheinung. Aufgrund des bestehenden „Fußballverbotes“ wurde im Jahr 1931 der Verein „Holtenauer Sportverein von 1931 e. V.“ gegründet. Mitbegründer des „kleinen HSV“ war unter anderem Paul Harste, der 1933 als der HSV sich wieder auflöste, nur ein Jahr später die Fußballabteilung im Turnverein Holtenau wieder aufleben ließ. Das Verbot der Deutschen Turnerschaft galt zu diesem Zeitpunkt nicht mehr.
Nach der Machtübernahme 1933 gab es für alle Vereine eine Einheitssatzung und es wurde ein Vereinsführer, welcher Mitglied der NSDAP sein musste, eingesetzt. Die Vorstandsmitglieder wurden durch diesen Führer bestimmt. Auch hier spielte Parteizugehörigkeit eine Rolle. Zum Glück spielte sich dieses alles im Verein in einem loyalen Rahmen ab. Es kam zu großen personellen Schwierigkeiten und zu häufigem Wechsel in der Vereinsführung, aufgrund von beruflichen Abkommandierungen. 1934 wurde zum 25-jährigen Bestehen des Vereines im März ein Zigeunerfest mit bunten Kostümen im Vereinslokal gefeiert. Dieses Fest war der Auftakt für zahlreiche Veranstaltungen, wie z. B. der Goetz-Wanderung, einer Werbewoche der Deutschen Turnerschaft, einem Kinder-Sommerfest oder der Frauenwerbewoche. Abschluss dieses Festjahres bildete am 27. Dezember die Kinderweihnachtsfeier.

### 1935 bis 1959
Ab 1935 wurde die Vereinsarbeit durch die Vorgaben der Nationalsozialisten stark eingeschränkt und behindert. Nach dem Rücktritt des Vereinsführers Döring wurde an dessen Stelle ein NS-Funktionär, der Oberturnwart Willi Winter installiert. Im Herbst 1935 wurde der ehemalige Vorsitzende Kelling, welcher den Verein bereits von 1928 bis 1933 leitete, neuer Vereinsführer. Im Rahmen seiner Tätigkeit kam es nach Streitigkeiten mit dem Spartenleiter Hans Duit zur Auflösung der Hockeyabteilung. Das 26. Stiftungsfest konnte im November 1935 mit der gesamten Kappe der Fliegerhorstkommandantur gefeiert werden. 1936 musste die Kinderabteilung im Verein aufgelöst werden, was auch personelle Streichungen zur Folge hatte.
Ab 1936 wurde ein Schwerpunkt auf den Fußball im Verein gelegt. So wurden zwei Mannschaften sowie diverse Jugend- und Nachwuchsmannschaften gebildet. Mit der 1. Schülermannschaft konnte im Kreis Kiel die Meisterschaft errungen werden. Am 1938 in Breslau stattfindenden Turnfest nahmen etliche Vereinsangehörige teil. Im März 1938 fand ein letztes großes Bühnenschauturnen in Zusammenarbeit mit dem Luftwaffensportverein und dem Gesangverein Eintracht statt.
Ende 1938 wurde die Turnhalle in eine Lagerhalle für Kriegsvorräte umgewandelt. Damit wurde der gesamte Turnbetrieb lahmgelegt. Der Saal im „Hotel National“ wurde zum Kino umgebaut, wodurch dieser dem Verein auch nicht mehr zur Verfügung stand. Einziger Vorteil für die Holtenauer war der wegfallende umständliche Weg nach Kiel. Mit den dann bald zunehmenden Luftangriffen der Alliierten wurde aber so mancher Kinoabend verdorben.
Trotz aller Schwierigkeiten durch das NS-Regime hatte sich der Verein recht gut behaupten können, so dass fast bis zum Ausbruch des Zweiten Weltkrieges am 1. September 1939 umfangreiche Breitenarbeit geleistet wurde. Doch diese wurde, wie bereits im Jahre 1914, jäh unterbrochen. Hierbei stellten die Fußballer die große Ausnahme. Die erste Mannschaft spielte noch bis zum Jahr 1942 in einer vom Fußballkreis notdürftig angesetzten Punktrunde weiter. Bis dann auch hier der Spielbetrieb auf Grund Einberufungen eingestellt werden musste. Viele von den Aktiven fielen später an der Front oder waren viele Jahre in Kriegsgefangenschaft.
Mitte 1945 fand sich im „Cafe Günter“ in der Kanalstraße ein kleiner Kreis zu einer Versammlung zusammen, in der man sich über den Wiederbeginn der Vereinsarbeit einigte. Am 6. Oktober 1945 fand in der Wartehalle, dem heutigen Fördeblick, die Wiedergründungsversammlung statt. Mit fast 100 Teilnehmern wurden erste Beschlüsse gefasst und ein neuer Vorstand gewählt. Neuer Vorsitzender wurde Emil Depser. Im April 1946 wurde der britischen Militärregierung der Antrag auf Neugründung in deutsch und englischer Sprache vorgelegt. Im Mai konnte eine erste Fußballseniorenmannschaft für Punktspiele gemeldet werden. Ende 1946 fasste der Verein wieder etwa 100 Mitglieder. Während der Jahreshauptversammlung 1947 wurde Sepp Bühler zum neuen Vorsitzenden gewählt.
Bei der Jahreshauptversammlung 1948 standen wieder Wahlen an, aus denen Karl Bommes als neuer erster Vorsitzender hervorging. Ein Beschluss, der am 20. Januar 1948 stattfindenden Sitzung, war die Umbenennung vom Turnverein Holtenau von 1909 e. V. in Turn- und Sportverein Holtenau von 1909 e. V. In dem neuen Namen sollten die früheren Vereine „der freien Turnerschaft“ und des „Holtenauer Sportvereins“ sinnbildlich verdeutlicht werden. Die Vereinsfarben wurden grün-weiß, etwas später grün-weiß-rot.
Mit dem Wiederaufbau der Turnhalle gelang auch der Wiederaufbau der Turnabteilung, die sich innerhalb kurzer Zeit auf 26 Riegen mit 365 Teilnehmern vergrößerte.
Auch die Fußball-Abteilung vergrößerte sich auf drei aktive Herrenmannschaften sowie vier Jugendmannschaften. Die Handballsparte konnte zwei Herren-, eine Damen- und drei Jugendmannschaften vorweisen. Im Jahr 1949 konnte der TuS Holtenau über 1000 Mitglieder vorweisen. Zu den Höhepunkten des Jahres zählte unter anderem der am 12. Juni 1949 durchgeführte 1. Volksturntag mit 354 aktiven Teilnehmern. Weiter gab es einen Groß-Staffellauf „Quer durch Kiel“ am 26. Juni. Vor rund 1.200 Zuschauern trug die erste Fußballmannschaft ein Spiel gegen Holstein Kiel aus.
Durch die Initiative des Vorsitzenden Karl Bommes konnte am 15. Juli 1952 die Seebadeanstalt in Holtenau mit den 1. Bauabschnitt eingeweiht werden. Allerdings war die finanzielle Belastung durch den Betrieb der Badeanstalt für den Verein nicht zu bewältigen, so dass diese 1957 an die Stadt verkauft werden musste. Nach dem großen Zusammenbruch des Vereines konnten die Fußballer im Jahr 1951 erste Erfolge mit dem Aufstieg in die Bezirksliga vorweisen. Als „Belohnung“ für diesen Aufstieg durfte die Fußballelf in die DDR fahren und gegen die 1. Chemnitzer Mannschaft unter den Augen von 5.000 Zuschauern antreten. 1952 startete der Verein den Versuch, einen eigenen Spielmannszug auf die Beine zu stellen, was allerdings, trotz einer großzügigen Spende von Heinrich Vosgerau zur Anschaffung der Instrumente scheiterte.
Am 10. Mai 1952 spielten die Fußballer gegen den SV Friedrichsort um den Aufstieg in die Landesliga, verloren aber und verblieben noch weitere Jahre in der Bezirksliga. 1953 fand das Deutsche Turnfest mit 442 Vereinen in Hamburg statt, bei dem sechs Siege für den TuS Holtenau verzeichnet werden konnten. 1956 traf der Verein im DFB-Pokal erneut auf Holstein Kiel und verlor dieses Spiel nach Verlängerung mit 1:3. 1959 feierte der Verein sein 50. Jubiläum.

### 1960 bis 1980
1961 feierten die Fußballer mit dem Trainer Otto Pannier den Aufstieg in die Amateurliga Schleswig-Holstein, der damaligen Landesliga. Ein Jahr später wurden die Prellballer Norddeutscher Meister. Diesen Erfolg erreichen sie auch 1965. Im gleichen Jahr müssen die Fußballer wieder aus der Landesliga absteigen.
1967 finden auf der neuen Sportanlage Hochbrücke erstmals Leichtathletikmeisterschaften statt. Von 1970 bis 1971 wird das neue Vereinsheim am Nixenweg gebaut.
1971 wird im Verein eine Tanssportgruppe durch die Initiatoren Jürgen Schulz und Richard Kraus gegründet. Daraufhin eröffnet die Tanzschule Brigitte Mäser im Ort eine Tanzschule. 1972 hat der Verein 1400 Mitglieder. 1974 erhalten die Fußballer eine Flutlichtanlage.
Nachdem in Kiel anlässlich der Olympischen Sommerspiele 1972 die Schwimmhalle Schilksee gebaut wird, gründet sich auch beim TuS Holtenau eine Schwimmabteilung, die innerhalb kürzester Zeit mehr als 300 Mitglieder hat. 1975 wird eine Wettspielgemeinschaft der Tischtennisspieler mit Holstein und Kronshagen als »TTSG 75« gebildet. 1978 werden die Sparten Wandern, Basketball, Kegeln und Frauengymnastik gebildet. Die Mitgliederzahl übersteigt die 2000. Nur ein Jahr später erreichen die Basketballer die Landesmeisterschaft.

### Ab 1981
1982 steigen die zwischenzeitlich nur noch Kreisliga spielenden Fußballer wieder in die Bezirksliga auf. 1983 hat der Verein 2.300 Mitglieder. 1984 wird die Damenmannschaft im Prellball Landesmeister. 14 Jahre später werden die Damen Norddeutscher Meister. 1999, zum 90. Jubiläum, hat der Verein 3.000 Mitglieder. Die erste Mannschaft tritt in den Kreisklassen Kiels an.

## Volleyball
Die Volleyball-Frauen spielten von 1993 bis 2005 in der Regionalliga Nord und wurden hier 2002 Meister.